# 布坦卡因
布坦卡因（INN：butanilicaine）是一种局部麻醉药，化学名2-丁氨基-N-(2-氯-6-甲苯基)乙酰胺，化学式为C13H19ClN2O。

## 合成
它可以2-氯-6-甲基苯胺和氯乙酰氯为原料，经多步反应制得。